# 约瑟夫·艾尔索普
约瑟夫·艾尔索普（英語：Joseph Wright Alsop，1910年10月10日—1989年8月28日），美国记者、专栏作家。

## 生平

### 早期
艾尔索普出生于康涅狄格州埃文，他的外祖母柯瑞妮·罗斯福是美国总统西奥多·罗斯福的妹妹。他曾就读于格罗顿学校，后考入哈佛大学并于1932年毕业。

### 记者生涯
大学毕业后后在《纽约先驱论坛报》任记者。1937年起与罗伯特·金特纳（Robert E. Kintner）合作撰写专栏文章。第二次世界大战期间加入海军，后作为飞虎队指挥官陈纳德的副官前往中国。1942年在香港被日军俘虏，同年遣返回美。不过很快便以租借使节团首领身份再次前来中国，继续做陈纳德副官并担任记者。史迪威事件中他支持蒋介石而反对史迪威。战后回到美国，自1946年至1958年间与其兄弟期图尔特·艾尔索普合作写专栏。此后由于期图尔特加入《星期六晚邮报》，他便独自继续专栏的写作。1974年退休。1989年在华盛顿特区逝世。